# Lancashire Amateur League
De Lancashire Amateur League is een Engelse regionale voetbalcompetitie. De competitie werd in 1899 opgericht en bestaat uit acht divisies. De hoogste divisie bevindt zich op het 14de niveau in de Engelse voetbalpiramide. De kampioen promoveert naar de West Lancashire Football League.